# Emmanuel Bailly
Pour les articles homonymes, voir Bailly.
Emmanuel Bailly né le 4 août 1842 à Paris et mort le 23 novembre 1917 dans le 7e arrondissement de Paris, est un religieux français assomptionniste. Il fut le troisième Supérieur Général (1903-1917) des Augustins de l'Assomption.

## Biographie

### Enfance
Il naît à Paris le 4 août 1842, il est le dernier enfant d'Emmanuel-Joseph Bailly de Surcy . Il fit ses études au collège de Clichy, et suivit les pas de son frère Vincent de Paul en entrant au noviciat assomptionniste en 1861

### Formation
Il prend l'habit à Auteuil le 30 mai 1861 et prononce ses vœux perpétuels le 15 octobre 1863 à Nîmes entre les mains du Père Emmanuel d'Alzon. Devenu Frère Emmanuel, il fait ses études de théologie à Rome (1862-1865) et est ordonné prêtre à Nîmes le 28 octobre 1865 par Mgr Plantier.

### Carrière
Il devint le secrétaire particulier du Père Emmanuel d'Alzon. Nommé provincial de Nîmes lors de la création des provinces en 1876, il fut maître des novices à partir de 1880. 
Assistant général du Père François Picard, deuxième Supérieur général, il en fut nommé Procureur général à partir de 1892, et commença alors à vivre à Rome.
Il fut nommé Vicaire général par le Père Picard le 12 avril 1903, puis élu Supérieur général à vie le 18 juin 1903. Emmanuel Bailly a beaucoup voyagé, visitant les communautés en Amérique du Nord et du Sud et au Moyen Orient.
Le 19 juin 1903, le chapitre général élit Emmanuel Bailly comme successeur du Père François Picard.

### Mort
Il meurt le 23 novembre 1917 à Paris, à l'âge de 75 ans, et est inhumé au cimetière parisien de Montparnasse.